# Tillandsia brevior
Espèce
Classification phylogénétique
Tillandsia acuminata est une espèce de plantes à fleurs de la famille des Bromeliaceae, endémique de Colombie. L'épithète brevior, signifiant « plus courte », est une référence aux bractées florales plus courtes que les sépales.

## Protologue et type nomenclatural
- Tillandsia brevior L.B.Sm., in Contr. U.S. Natl. Herb. 29: 436, fig. 42a-c (1951)

Diagnose originale
- « A T. incurvata Grisebach, cui in habito valde similis, bracteis florigeris carinatis, quam sepalis valde brevioribus differt. »

Type
- leg. M.B. & R. Foster, n° 132, 1946 ; « vicinity of Santa Marta, Department of Magdalena, Colombia »[1] ; Holotypus GH (Gray Herbarium) (GH 29407)
- leg. M.B & R. Foster, n° 132, 1946 ; « Colombia. Magdalena. Vicinity of Santa Marta. » ; (Iso?-)typus (fragm.) US National Herbarium (US 00089135)

## Distribution et habitat

### Distribution
L'espèce est endémique du département de Magdalena en Colombie.

### Habitat
L'espèce se rencontre dans les grands arbres à 1 200 mètres d'altitude.

## Description
Tillandsia brevior est une plante herbacée en rosette, monocarpique, vivace par ses rejets latéraux et épiphyte.